# Línea Verde (Israel)

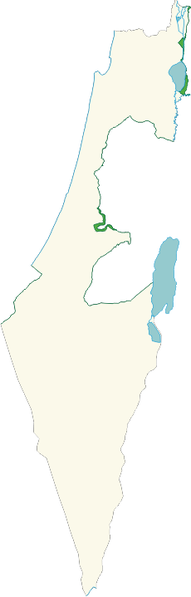
Línea Verde de Israel de 1949 (verde oscuro) y zonas desmilitarizadas (verde claro).

La Línea Verde, erróneamente mencionada como fronteras de 1967, fronteras pre-1967 o fronteras anteriores a 1967, es la línea de demarcación que se estableció en el armisticio árabe-israelí de 1949, firmado entre Israel y varios de sus oponentes árabes (Egipto, Siria y Transjordania) al finalizar la guerra árabe-israelí de 1948. No es una frontera permanente o de iure ni prejuzga las reivindicaciones territoriales de ninguna de las partes, aunque sirve como frontera de facto que separa el territorio del Estado de Israel del territorio reivindicado por el Estado de Palestina, este último bajo control compartido entre la Administración Civil israelí en Cisjordania y la Autoridad Nacional Palestina.
La Línea Verde separa a Israel de los territorios del antiguo mandato británico de Palestina que fueron entonces ocupados por Egipto (la Franja de Gaza) y por Transjordania (Cisjordania) en detrimento del Estado árabe definido en el plan de partición de Palestina de 1947. Estos territorios serían ocupados con posterioridad, durante la guerra de los Seis Días, por Israel. Su nombre se deriva del lápiz verde usado para dibujar la línea en el mapa durante las negociaciones.
Según los acuerdos de armisticio, la línea de demarcación que se firmó en cada uno de ellos «no debe ser considerada de ningún modo como una frontera política o territorial; está marcada sin perjuicio de los derechos, reivindicaciones y posturas de ambas partes en el momento del armisticio en cuanto se refiere al arreglo definitivo de la cuestión palestina.»

## Terminología
El término "Línea Verde" tiene su origen en el color del lápiz empleado para dibujar en el mapa la línea de separación de fuerzas establecida en las negociaciones que culminaron en el Armisticio árabe-israelí de 1949. Aunque las líneas establecidas en los acuerdos de armisticio fueron concebidas como un paso en el camino de unos acuerdos de paz definitivos, y en el preámbulo de dichos acuerdos se afirmaba que su finalidad era "facilitar la transición de la presente tregua hacia una paz persistente en Palestina", los consiguientes acuerdos de paz nunca llegaron a cuajar y, por lo tanto, nunca se llegaron a establecer fronteras oficiales para el Estado de Israel. Por lo tanto, el término coloquial "Línea Verde" sigue haciendo alusión a día de hoy a las "líneas de demarcación del armisticio", término oficial empleado para dicha línea.
Cuando la “Línea Verde” fue traspasada por las fuerzas de Israel en la guerra de los Seis Días de 1967, se la empezó a denominar como “frontera pre-1967” o, simplemente, “fronteras de 1967”, para hacer alusión al statu quo anterior a dicha guerra. Sin embargo, estas designaciones resultan arbitrarias y erróneas en tanto la línea a la que hacen referencia no constituye una frontera en sentido estricto o ''de iure'', sino que simplemente alude a la situación de facto existente hasta 1967. Pese a ello, tales denominaciones se han vuelto de uso común. Así por ejemplo, diversos países latinoamericanos como Brasil, Argentina, Paraguay y Venezuela, al reconocer oficialmente al Estado de Palestina, hicieron referencia expresa a las “fronteras de 1967” como los límites de dicho Estado.  Por su parte, el 16 de septiembre de 2015, la Santa Sede reconoció al Estado de Palestina suscribiendo un documento en cuyo preámbulo expresó su respaldo a “un independiente, soberano, democrático y viable Estado de Palestina sobre la base de las fronteras pre-1967 (…)”. Asimismo, el 23 de diciembre de 2016, el Consejo de Seguridad de las Naciones Unidas aprobó la Resolución 2334 en la cual usó la designación de "fronteras de 1967" para referirse a lo que deberían ser los límites entre Israel y Palestina:

"Expresando grave preocupación por el hecho de que la continuación de las actividades de asentamiento israelíes están poniendo en peligro la viabilidad de la solución biestatal basada en las fronteras de 1967".
Resolución 2334 Consejo de Seguridad de la ONU

Cabe señalar que, por la naturaleza transitoria de las líneas de armisticio, estas han pasado a constituir fronteras oficiales en el mismo momento en el que Israel ha firmado un acuerdo de paz oficial con algún estado con el que compartía la Línea Verde. Es el caso del acuerdo de paz con Egipto en 1978 y con Jordania en 1994. Con aquellos países con los que Israel no ha firmado aún la paz siguen persistiendo, por lo tanto, líneas de armisticio, que se conocen por diversos colores dependiendo del país al que aluda: Línea Azul (con Líbano), Línea Púrpura (con Siria) o la propia Línea Verde (con Palestina).

## Historia

Cartel señalando la frontera entre Jerusalén Oeste y Jerusalén Este en 1951, con la Torre de David de fondo.

La "Línea Verde" son las líneas de demarcación (que no son fronteras permanentes) entre Israel y sus vecinos. Todo movimiento a través de estas líneas de demarcación estuvo prohibido y controlado por el Organismo de las Naciones Unidas para la Vigilancia de la Tregua. El término "Línea Verde" se aplicó sobre todo a la frontera entre Israel y los territorios que por aquel entonces permanecían bajo ocupación jordana: Cisjordania y Jerusalén Este. La "Línea Verde" sustituyó por completo las fronteras establecidas anteriormente en la resolución 181 II de las Naciones Unidas, conocida como el Plan de Partición de Palestina. Israel había aceptado dichas fronteras en su Declaración de Independencia, mientras que los líderes palestinos y, en general, los árabes se negaron a cualquier tipo de partición permanente del Mandato Británico de Palestina. 
Tras la guerra de los Seis Días de 1967, cuando Israel ocupó los restantes territorios del antiguo Mandato, así como otros territorios pertenecientes a diversos países, la Línea Verde pasó a ser irrelevante desde un punto de vista militar y su estatus se hizo incierto. 
Aunque Israel siempre ha argumentado formalmente que la Línea Verde no tiene relevancia legal, dicha línea no ha perdido nunca su importancia política, legal y administrativa. Israel calificó a los territorios más allá de la Línea Verde (a diferencia de aquellos que están dentro de esta) como territorios ocupados, y por lo tanto no fueron incorporados a los sistemas político y administrativo que rigen la propia Israel. Los territorios ubicados más allá de la Línea Verde pasaron a ser administrados por el ejército israelí, si bien, tras los Acuerdos de Oslo de 1993, la Autoridad Nacional Palestina tomó el control civil y de seguridad de un 18 % de Cisjordania (denominado Área A) y tan solo el control civil de otro 22 % (denominado Área B). Israel controla civil y militarmente el Área C, aproximadamente un 60 % del total de Cisjordania. La Línea Verde sigue siendo necesaria para decidir la nacionalidad, la ciudadanía o el estatus de refugiado de quienes nacen a un lado o al otro de ella. 
Una excepción a esta política se dio con la expansión de la superficie municipal de Jerusalén en 1980. Aunque Jerusalén Este era uno de los territorios controlados por Jordania antes de 1967 y, por lo tanto, quedaba más allá de la Línea Verde, Israel declaró una Jerusalén "completa y unida" como capital del Estado con la Ley Básica de Jerusalén de 1980. Ningún país del mundo ha reconocido la anexión por parte de Israel de Jerusalén Este, como tampoco lo ha hecho el Consejo de Seguridad de las Naciones Unidas. Una teórica Línea Verde sigue dividiendo a día de hoy la parte occidental de Jerusalén de su parte oriental. 
Otra excepción se encuentra en los Altos del Golán, que fueron anexionados a Israel de manera informal con la Ley de los Altos del Golán de 1981. El Consejo de Seguridad de las Naciones Unidas declaró esta anexión nula y carente de efectos legales a nivel internacional. Los asentamientos israelíes en los Altos del Golán están sujetos a la ley israelí.

## Impacto

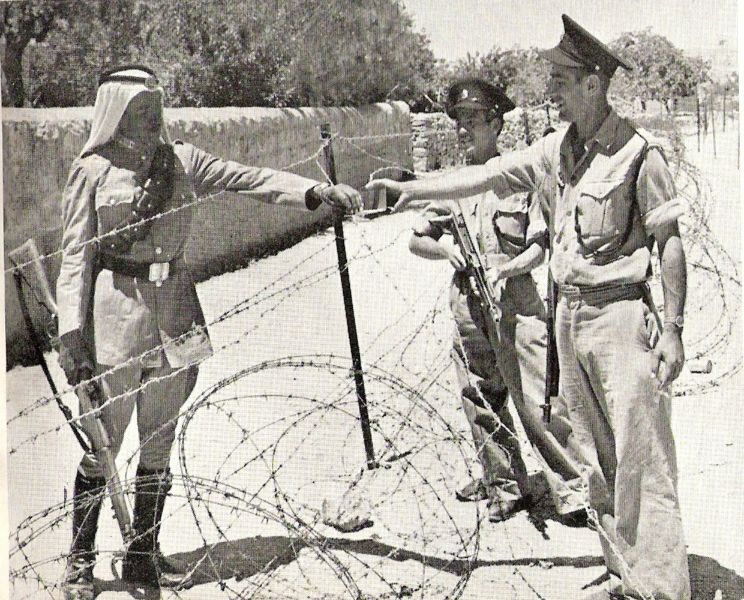
Un legionario jordano y dos policías israelíes separados por Línea Verde en Jerusalén, a la altura del Mandelbaum Gate.

Las partes de Línea Verde que separan Israel de las regiones palestinas de Cisjordania y la Franja de Gaza atraviesan zonas densamente pobladas. La Línea se corresponde con el frente militar al final de la guerra árabe-israelí de 1948, y aunque los motivos que llevaron a su establecimiento fueron principalmente militares, pronto quedó patente que en diversos sectores dividía ciudades y pueblos en dos y separaba a los agricultores de sus tierras. Por este motivo, la Línea Verde sufrió una serie de ligeros ajustes, llegándose a acuerdos especiales para un tránsito limitado de personas en ciertas áreas.
Jerusalén quedó dividida en dos mitades, conocidas desde entonces como Jerusalén Oeste (que quedó del lado israelí) y Jerusalén Este (del lado jordano). Debido en parte a diversos errores en los mapas, la aldea de Barta'a quedó con un tercio de su superficie en territorio israelí y dos tercios en Palestina. El kibutz Ranat Rachel quedó casi por completo del lado palestino de la Línea Verde.
Según Avi Shlaim, en marzo de 1949 se retiraron las tropas iraquíes y dejaron su lugar a la Legión Jordana, momento que Israel aprovechó para llevar a cabo la Operación Shin-Tav-Shin, lo cual le permitió renegociar la línea de armisticio en la zona del Uadi Ara, al norte de Cisjordania, en un acuerdo secreto que posteriormente fue incorporado al Acuerdo General de Armisticio. La Línea Verde se volvió a dibujar con tinta azul al sur del mapa para dar la impresión de que existía un movimiento de la línea verde.

### Población judía
Durante la guerra árabe-israelí de 1947-48, las tropas jordanas arrestaron a judíos, incluidos los del Barrio Judío de la Ciudad Vieja. Casi todos los defensores de Kfar Etzion fueron masacrados, incluidos civiles, hasta un total de 129 fallecidos. Los prisioneros fueron devueltos a Israel una vez finalizada la guerra. El 8 de julio de 1948, el ejército israelí evacuó a los habitantes judíos de Kfar Darom y Naharayim ante la presión militar ejercida por Egipto y Jordania. También se retiraron civiles judíos de aldeas en la Alta Galilea libanesa, mientras que Siria se retiró de Mishmar HaYarden. 
Desde la victoria de Israel en la guerra de los Seis Días, este país ha establecido asentamientos al sur y al este de la Línea Verde. La comunidad internacional considera estos asentamientos ilegales según el derecho internacional y un serio obstáculo para la paz. Muchos israelíes creen que los asentamientos son importantes para la seguridad de Israel, mientras que otros los apoyan por razones ideológicas. Por otro lado, otros israelíes creen que los asentamientos son un lastre económico para el Estado de Israel y un obstáculo para la paz.
De agosto a septiembre de 2005, Israel llevó a cabo un plan de retirada unilateral por el cual se evacuó a toda la población judía de la Franja de Gaza. En 2006, el entonces primer ministro israelí Ehud Olmert propuso lo que él llamó un "plan de convergencia" mediante el cual Israel se retiraría, de una manera unilateral si fuera necesario, de gran parte de Cisjordania (del lado palestino de la Línea Verde).

### Población árabe
La mayor parte de los palestinos (unos 720 000 aproximadamente) que vivían en la parte atribuida a Israel por el Plan de la ONU para la partición de Palestina de 1947, y a partir de 1949 del lado israelí de la Línea Verde, fueron expulsados o huyeron de sus hogares ante el avance de las tropas judías, en lo que pasó a conocerse como la Nakba. Aquellos que no fueron expulsados ni huyeron se convirtieron en ciudadanos israelíes y hoy suponen en torno al 20 % de la población de Israel. La zona conocida como el Triángulo, con una población mayoritariamente palestina, quedó originalmente bajo jurisdicción jordana, aunque Israel demandó su inclusión dentro del lado israelí de la Línea Verde por motivos militares y estratégicos. A cambio, Israel concedió a Jordania las colinas del sur de Hebrón mediante un intercambio de tierras.
En la guerra de los Seis Días, Israel ocupó todos los territorios del antiguo Mandato británico de Palestina más allá de la Línea Verde, habitados por más de un millón de palestinos (incluidos muchos refugiados de la guerra de 1948). La Línea Verde siguió siendo la frontera administrativa entre Israel y estos territorios (con la excepción de Jerusalén).
Ese mismo año, Israel ocupó Jerusalén Este y concedió a sus habitantes un estatus de residentes permanentes, aunque no la nacionalidad israelí, que pueden solicitar mediante un trámite administrativo. A nivel doméstico, Israel intentó enfatizar el carácter israelí de Jerusalén Este mediante la Ley de Jerusalén de 1980. La resolución 478 del Consejo de Seguridad de las Naciones Unidas catalogó esta ley de "nula y carente de valor" y el estatus israelí de Jerusalén Este no ha sido reconocido por ningún otro país del mundo.
En 1981, el Knéset (parlamento israelí) aprobó la Ley de los Altos del Golán como respuesta a lo que Israel veía como actos de provocación sirios, aunque también se ha especulado que podría ser una reacción a la venta estadounidense de AWACS a Arabia Saudí. Mediante esta medida, la ley israelí pasó a aplicarse en los Altos del Golán. Este movimiento ha sido generalmente considerado como una anexión informal. Fue criticado por los Estados Unidos como una violación de los Acuerdos de Camp David y condenado por el Consejo de Seguridad de las Naciones Unidas en su resolución 497.

## Conflicto palestino-israelí
En un discurso realizado en diciembre de 1969, el Secretario de Estado de los Estados Unidos William P. Rogers afirmó que "cualquier cambio de las líneas preexistentes (del armisticio de 1949) no debería reflejar el peso de la conquista y debería quedar limitado a alteraciones mínimas necesarias por motivos de mutua seguridad. Nosotros no apoyamos el expansionismo". El profesor de derecho de Harvard Stephen M. Schwebel respondió que "...las modificaciones de las líneas de armisticio de 1949 entre aquellos estados que se encuentran dentro del territorio anteriormente denominado Palestina son legales (aunque no necesariamente deseables), ya se trate de "alteraciones mínimas necesarias por motivos de mutua seguridad" o de alteraciones más sustanciales -como el reconocimiento de la soberanía israelí sobre toda Jerusalén." En una nota a pie de página, añadió "debería añadir que los acuerdos de armisticio de 1949 mantenían de manera expresa las reclamaciones territoriales de las distintas partes y no aspiraban a establecer fronteras definitivas entre ellas".
La cuestión de si Israel debería retirar (o hasta donde debería retirar) su población y sus fuerzas militares a su lado de la Línea Verde sigue siendo un asunto crucial en los debates en torno al conflicto palestino-israelí. Hay un consenso prácticamente unánime a nivel internacional en cuanto a la necesidad de que Israel se retire a su lado de la Línea Verde. Este consenso se ha ido expresando anualmente en la Asamblea General de las Naciones Unidas mediante el voto del "Acuerdo Pacífico de la Cuestión de Palestina". Aunque Israel se opone a este punto de vista, la resolución 242 del Consejo de Seguridad de las Naciones Unidas ha fijado esta última interpretación del derecho internacional en lo referente a los territorios ocupados palestinos.
Los palestinos no tomaron parte en el establecimiento de la Línea Verde y rechazaron la resolución 242, criticando que no reclamase la creación de un Estado de Palestina y que se refiriese a ellos como refugiados. Desde 1976, la mayor parte de los miembros integrantes de la OLP han aceptado la Línea Verde como una base para el establecimiento de un Estado de Palestina.
A comienzos de la década de los ochenta, el académico estadounidense Noam Chomsky afirmó que la postura israelí, según la cual el liderazgo palestino rechazaba el consenso internacional que llamaba a un Estado de Palestina con la Línea Verde de frontera, entraba en contradicción con los registros documentales. En 2008, Al Jazeera y Haaretz informaron que amplios elementos dentro del gobierno palestino, incluso dentro de Hamás, habían llamado a la solución de dos estados basados en las fronteras anteriores a 1967 (expresión que hace referencia a la Línea Verde). Aunque la postura oficial de Hamás preconiza la destrucción de Israel, Ismail Haniya, primer ministro del gobierno de unidad palestino hasta junio de 2007, sugirió que se podría conseguir una tregua a largo plazo con Israel si esta se retiraba del territorio ocupado en 1967.
La mayoría de la población israelí se opone a una retirada a las fronteras anteriores a 1967. Un estudio en 2011 demostró que, debido a una preocupación por la seguridad, el 77% de los israelíes se oponían a que Israel volviese a su lado de la Línea Verde, incluso aunque esto supusiese la paz entre Israel y sus estados vecinos.
El muro de separación israelí en Cisjordania, construido a comienzos del siglo XXI, sigue un trazado completamente distinto a la Línea Verde, adentrándose kilómetros dentro de Cisjordania.

## Percepciones físicas y sociales de la Línea Verde
Según Ilan Salomon, geógrafo de la Universidad Hebrea, la Línea Verde puede distinguirse desde el espacio vía satélite; se distingue por los bosques de pinos plantados por el Jewish National Fund para demarcar el territorio de Israel. Salomon y Larissa Fleishman llevaron a cabo un estudio en 2006 sobre el grado de conocimiento de los estudiantes israelíes en cuanto a la ubicación de la Línea Verde; no más de un tercio de ellos pudieron localizar correctamente su emplazamiento. Además, descubrieron que los "alumnos que se identifican con partidos de izquierdas están más familiarizados con la ubicación de Cisjordania y de la Franja de Gaza, pueden esbozarlas de una manera más precisa y son más conscientes de la naturaleza de las fronteras".